# 鶴瓶・草彅の夢中宣言「がんばります。」
『鶴瓶・草彅の夢中宣言「がんばります。」』（つるべ・くさなぎのむちゅうせんげん がんばります）は、1998年1月19日から同年3月23日までテレビ朝日系列局で放送されていたテレビ朝日制作のドキュメントバラエティ番組である。放送時間は毎週月曜 19:00 - 19:54 （日本標準時）。

## 概要
笑福亭鶴瓶と草彅剛が各々の夢中になりたいことにチャレンジするという番組内容。
草彅にとっては初の単独MCであったが、視聴率が1％を切るほどの不振に終わり、1クールで終了した。

## 出演者

### 司会
- 笑福亭鶴瓶 - 前番組『完全特捜宣言!あなたに逢いたい!』から引き続き出演。
- 草彅剛

### レギュラー
- 西村知美
- 乾貴美子

## スタッフ
- 構成：川崎良、そーたに、都築浩、乙川恒樹、池田一之、内村宏幸、長田充、すずきB、島津秀泰
- 制作協力：NCV、ザ・ワークス、クリエイティブオフィスなび、ノンプロダクション
- 制作著作：テレビ朝日

## ネット局
系列は番組終了時（1998年3月）のもの。
| 放送対象地域  | 放送局           | 系列           |
| ------------- | ---------------- | -------------- |
| 関東広域圏    | テレビ朝日       | テレビ朝日系列 |
| 北海道        | 北海道テレビ     | テレビ朝日系列 |
| 青森県        | 青森朝日放送     | テレビ朝日系列 |
| 岩手県        | 岩手朝日テレビ   | テレビ朝日系列 |
| 宮城県        | 東日本放送       | テレビ朝日系列 |
| 秋田県        | 秋田朝日放送     | テレビ朝日系列 |
| 山形県        | 山形テレビ       | テレビ朝日系列 |
| 福島県        | 福島放送         | テレビ朝日系列 |
| 新潟県        | 新潟テレビ21     | テレビ朝日系列 |
| 長野県        | 長野朝日放送     | テレビ朝日系列 |
| 静岡県        | 静岡朝日テレビ   | テレビ朝日系列 |
| 石川県        | 北陸朝日放送     | テレビ朝日系列 |
| 中京広域圏    | 名古屋テレビ     | テレビ朝日系列 |
| 近畿広域圏    | 朝日放送         | テレビ朝日系列 |
| 広島県        | 広島ホームテレビ | テレビ朝日系列 |
| 山口県        | 山口朝日放送     | テレビ朝日系列 |
| 香川県 岡山県 | 瀬戸内海放送     | テレビ朝日系列 |
| 愛媛県        | 愛媛朝日テレビ   | テレビ朝日系列 |
| 福岡県        | 九州朝日放送     | テレビ朝日系列 |
| 長崎県        | 長崎文化放送     | テレビ朝日系列 |
| 熊本県        | 熊本朝日放送     | テレビ朝日系列 |
| 大分県        | 大分朝日放送     | テレビ朝日系列 |
| 鹿児島県      | 鹿児島放送       | テレビ朝日系列 |
| 沖縄県        | 琉球朝日放送     | テレビ朝日系列 |

## 一夜限りの復活
2009年1月31日に放送されたテレビ朝日開局50周年記念50時間テレビ 『SMAP☆がんばりますっ!!』で10年10か月ぶりに生放送で復活している。草彅がピアノの弾き語りをしており、そして鶴瓶がかつて自身の所属していたあのねのねの「青春旅情」（河島英五作曲・作詞）を演奏した。
番組全体の平均視聴率は20.2%だった。